# Formoso (São José do Barreiro)
Formoso é um bairro rural (área urbana isolada) do município brasileiro de São José do Barreiro, que integra a Região Metropolitana do Vale do Paraíba e Litoral Norte, no interior do estado de São Paulo.

## História

### Formação administrativa
- Distrito policial de Formoso criado em 04/11/1934 no município de São José do Barreiro, extinto em 1945[3].

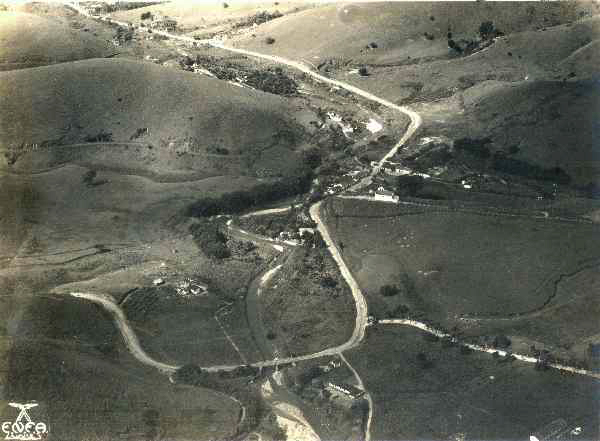
Vista aérea (1939).

- Decreto nº 23.463 de 15/07/1954 - Cria a 2.ª subdelegacia de polícia na localidade conhecida pela denominação de Formoso, no distrito e município de São José do Barreiro[4].

## Geografia

### Localização
Formoso está localizado bem próximo à divisa com o estado do Rio de Janeiro.

### Demografia

#### População urbana
| Crescimento população urbana | Crescimento população urbana | Crescimento população urbana | Crescimento população urbana |
| Censo                        | Pop.                         |                              | %±                           |
| ---------------------------- | ---------------------------- | ---------------------------- | ---------------------------- |
| 1980                         | 191                          |                              | —                            |
| 1991                         | 209                          |                              | 9,4%                         |
| 2000                         | 266                          |                              | 27,3%                        |
| 2010                         | 360                          |                              | 35,3%                        |
| Fonte: IBGE e Fundação SEADE |                              |                              |                              |

Até o Censo 2010 (IBGE) Formoso era classificado pelo IBGE como área urbana isolada do distrito sede.

### Rodovias
O principal acesso ao bairro é a Rodovia dos Tropeiros (SP-68).

## Serviços públicos

### Saneamento
O serviço de abastecimento de água é feito pela Prefeitura Municipal de São José do Barreiro.

### Energia
A responsável pelo abastecimento de energia elétrica é a Neoenergia Elektro, antiga CESP.

## Religião
O Cristianismo se faz presente no bairro da seguinte forma:

### Igreja Católica
- A igreja faz parte da Diocese de Lorena[11].

### Igrejas Evangélicas
- Congregação Cristã no Brasil[12].